# Nemesis 3
Nemesis 3: The Eve of Destruction (ゴーファーの野望EPISODE II Gofer no Yabō Episode II?, trad. La Ambición de Gofer, Episodio II) es un videojuego de tipo matamarcianos de Konami publicado originalmente para MSX en 1989, apareciendo solo en Japón y Europa. El juego forma parte de Gradius, la larga serie de Matamarcianos con scroll lateral y constituye un spin-off de Gradius II: Gofer no Yabō. Es el tercer título de la serie en ser lanzado para MSX después de Nemesis 2. En cuanto al argumento, el juego es una secuela de Gradius II: Gofer no Yabō, Nemesis 2 y Salamander. La historia transcurre casi 200 años después de la crisis con el Dr. Venom y James Burton ha muerto en el año 6718. El Vic Viper es remplazado por una nueva nave llamada Vixen pilotada por David Burton, un descendiente directo de James, con la ayuda de su IA Gaudie. 
- Datos: Q969398